# غرينليف فيسك
غرينليف فيسك هو سياسي أمريكي، ولد في 19 مايو 1807 في ألباني في الولايات المتحدة، وتوفي في 26 يناير 1888 في براونوود في الولايات المتحدة.